# Epipedobates
Epipedobates es un género de anfibios anuros neotropicales de la familia Dendrobatidae. Muchas de las especies de este género fueron incluidas en otros géneros de la familia. Se distribuyen por Perú, Ecuador y Colombia.

## Especies
Se reconocen las siguientes nueve especies:
- Epipedobates anthonyi (Noble, 1921)
- Epipedobates boulengeri (Barbour, 1909)
- Epipedobates currulao Betancourth-Cundar, Ríos-Orjuela, Crawford, Cannatella & Tarvin, 2025[3]
- Epipedobates darwinwallacei[4] Cisneros-Heredia & Yánez-Muñoz, 2010
- Epipedobates espinosai (Funkhouser, 1956)
- Epipedobates machalilla (Coloma, 1995)
- Epipedobates maculatus (Peters, 1873)
- Epipedobates narinensis Mueses-Cisneros, Cepeda-Quilindo & Moreno-Quintero, 2008
- Epipedobates tricolor (Boulenger, 1899)